# Examen de conducción

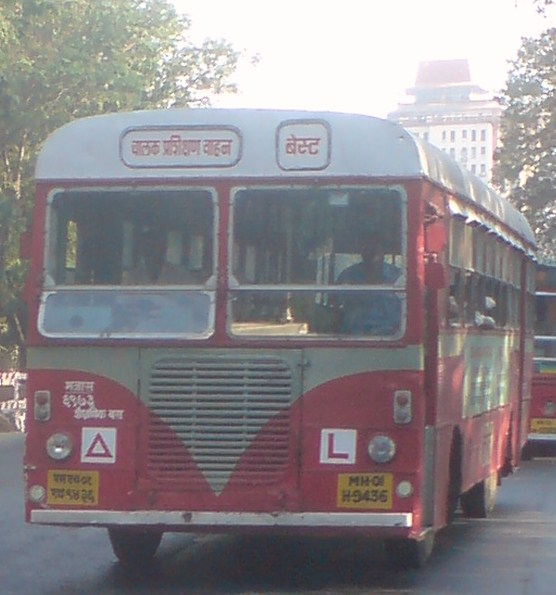
Un Autobús BEST utilizado para pruebas de conducción en Bombay (India).

El Examen de conducción o Prueba de aptitud para obtener el permiso de conducción es un procedimiento diseñado para medir la capacidad de una persona para conducir un vehículo de motor. Existe en varias formas en todo el mundo, y es a menudo un requisito para obtener el permiso o la licencia de conducción. Una prueba de conducción generalmente consta de una o dos partes: la prueba práctica, llamado Examen práctico, utilizado para evaluar la capacidad de conducción de una persona bajo condiciones operativas normales, y el Examen teórico para confirmar el conocimiento del aspirante a obtener el permiso de conducir sobre las leyes y reglas viales pertinentes.
La primera prueba de conducción nacional obligatoria del mundo se llevó a cabo en Francia en 1899.
Para que las pruebas sean justas e igualitarias se utilizan una serie de pruebas estandarizadas, lo que significa que todo el mundo realiza la misma prueba bajo las mismas condiciones. En muchos casos la prueba puede ser hecha por ordenador, y típicamente consta sobre cuestiones relacionadas con la seguridad vial, la conducción en carretera, cuestiones técnicas del vehículo y leyes de tráfico del país respectivo. En muchos países, una vez superada la prueba teórica, se permite realizar la prueba práctica.

## Tipos de ejercicios prácticos
Según el país y en la categoría de licencia del conductor, la prueba práctica incluye conducir por vías abiertas al tráfico, así como pruebas de maniobras, los cuales son normalmente llevados a cabo en un entorno controlado como:
- Conducción marcha atrás y hacia adelante a través de un circuito de conos de tráfico.
- Giros alrededor de una esquina o a un espacio de aparcamiento, con o sin un remolque o semirremolque.
- Control de cruces.
- Parones de emergencia o maniobras evasivas.
- Acoplamiento y desacomplamiento de un remolque a un camión.
- Mantenimiento de la estabilidad de una motocicleta a velocidad baja.
- Aparcamiento en paralelo.
- Inicios de marcha en cuestas.
- Sistema de cambio de luces.
- Cambios de dirección.
- Pasos por intersecciones (cruces, rotondas, puentes...)

## Pruebas de aptitud en España

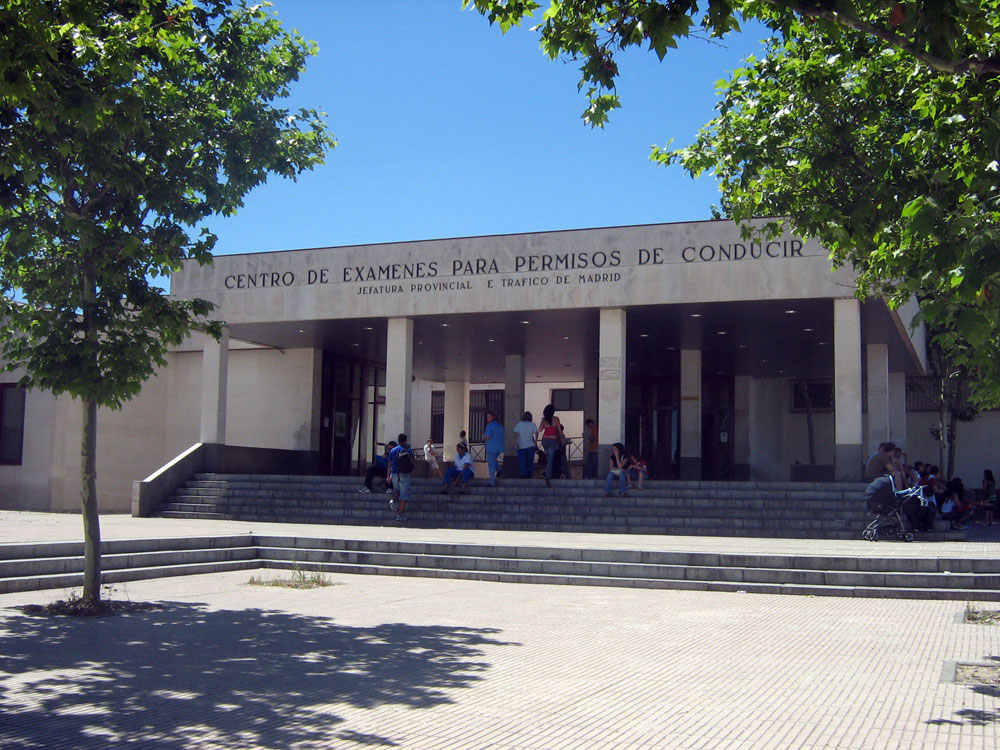
Centro de Exámenes de la Jefatura Provincial de Tráfico de Madrid, en Móstoles.

Las pruebas de aptitud para obtener el permiso de conducción en España son controladas por la Dirección General de Tráfico y están establecidas en el Reglamento General de Conductores (818/2009), el cual define que todo conductor de vehículos a motor deberá poseer las aptitudes psicofísicas requeridas, así como los conocimientos y habilidades que le permitan: manejar adecuadamente el vehículo, conocer su mecánica básica, discernir peligros, tener en cuenta factores de riesgo y auxiliar a las víctimas de un accidente de circulación. 
Existen 3 tipos de pruebas para obtener el permiso de conducción en España:

### Aptitudes psicofísicas
Las aptitudes psicofísicas de los futuros conductores se llevan a cabo en los Centros de Reconocimiento de Conductores, el cual determina las aptitudes médicas necesarias que debe reunir el aspirante para obtener el permiso. Incluye pruebas de oftalmología, psicología y percepción. 

### Prueba teórica
Se realizan pruebas teóricas para obtener el permiso, para recuperarlo tras su pérdida de vigencia o bien para la obtención del permiso de conducción de vehículos que transportan mercancías peligrosas. La forma de realizar estas pruebas es variada: respuesta múltiple, selección múltiple, Verdadero o Falso, etc. En la prueba de control de conocimientos común (para obtener el permiso) habrá entre 30 y 50 preguntas. Serán declarados no aptos los que superen el 10% de errores.

### Prueba práctica
Las pruebas prácticas se pueden realizar en un circuito cerrado o en las vías abiertas al tráfico. Están orientadas a comprobar las habilidades y destreza de los aspirantes en el manejo del vehículo y sus mandos. Deben realizarse en diferentes escenarios que presenten las posibles dificultades del tráfico habitual, tanto urbano como interurbano. 
Esta prueba se realiza con el profesor de la autoescuela en un vehículo de doble mando, el cual no puede intervenir en el desarrollo de la prueba. Existen 3 tipos de faltas que se pueden cometer: leve (permitidas 10), deficiente (permitidas 2) y eliminatoria (se declara no apto automáticamente).

## Pruebas en otros países

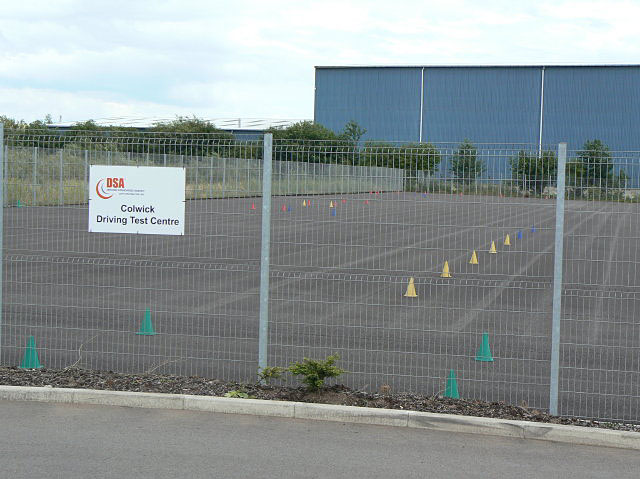
Circuito cerrado de pruebas prácticas en el Centro de Exámenes de Colwick (Nottingham, Reino Unido).

En algunos países asiáticos (Japón, Corea del Sur, Taiwán)  las pruebas de maniobras están cronometradas, significando hay un tiempo mínimo para que un conductor complete estas tareas, para no entorpecer el tráfico.
En la Unión Europea, la prueba por carretera puede realizarse con un vehículo manual o un vehículo automático, aun así, cuándo utilizando un vehículo automático, la licencia del conductor estará restringida a tales vehículos.
Dependiendo del país, otras pruebas pueden ser requeridas, como una prueba de reacción. Estos pueden ser parte de la prueba de teoría o la prueba práctica o puede ser una prueba separada. En Reino Unido y algunos otros países utilizan una Prueba de Percepción en la prueba teórica, en donde se muestra a los candidatos una serie de vídeos cortos múltiples con escenarios y tiene que responder con rapidez el modo de actuar.
En el caso de Perú, el Ministerio de Transportes y Comunicaciones permite a los gobiernos regionales establecer sus circuitos de formación fuera de sus áreas de jurisdicción con el fin de facilitar la obtención de licencias de conducir.